# 藤田敏雄
藤田 敏雄（ふじた としお、1928年 - 2020年9月24日）は、日本の劇作家、作詞家、演出家。京都府京都市生まれ。

## 人物
宝塚歌劇団文芸部を振り出しに、劇団四季を経て、労音ミュージカルの制作（脚本、作詞、演出）を担当。日本の創作ミュージカルの草分け的存在。1964年以降は、テレビ朝日の音楽番組『題名のない音楽会』の企画構成を担当。JASRAC評議員。作詞の代表作として「約束」「若者たち」「希望」がある。なお、JASRACの検索データベース上では「藤田稔雄」名義で登録されている楽曲も存在する。

## 来歴
- 1958年、大阪労音の依頼を受け、ペギー葉山主演の『あなたのために歌うジョニー！』（飯田三郎・音楽）を作・作詞・演出。これにより、ペギー葉山は、芸術祭個人奨励賞を受賞した。
- いずみたくとコンビで、『死神』（1962年）、『聖スブやん』（1968年、『エロ事師たち』の舞台化）、『俺たちは天使じゃない』（1974年）、『洪水の前』（1980年）などの創作ミュージカルをつくりあげる。
- 1964年以降は、テレビ朝日の音楽番組「題名のない音楽会」の企画構成を担当[2]。
- 1965年、松竹映画「若い野ばら」の原案を担当。
- 1970年、「世界歌謡祭」（ヤマハ音楽振興会）の総監督。
- 1988年、「歌麿」がアメリカ（ロサンゼルス、ワシントンDC、アトランタ等）でも上演される。
- 2020年9月24日、心不全のため、東京都内の病院で死去[3]。92歳没。

## 著書
- 『リリー・マルレーン 鈴木明「リリー・マルレーンを聴いたことがありますか」より』話の特集, 1983
- 『ミュージカルはお好き? 日本人とミュージカル』日本放送出版協会, 2005
- 『シルクロード音楽の旅』民音音楽博物館, 2005
- 『音楽散歩、ミュージカル界隈』アーツアンドクラフツ, 2007